# Snedstreckad lövmätare
Snedstreckad lövmätare, Scopula virgulata, är en fjärilsart som beskrevs av Michael Denis och Ignaz Schiffermüller, 1775. Snedstreckad lövmätare ingår i släktet Scopula och familjen mätare, Geometridae. Enligt respektive rödlista är arten sårbar, VU, i både Sverige och Finland. Arten förekommer i Sverige endast på Gotland. Artens livsmiljö är tallmyrar. Fyra underarter finns listade i Catalogue of Life, Scopula virgulata albicans Prout, 1913, Scopula virgulata rossica Djakonov, 1926, Scopula virgulata substrigaria Staudinger, 1900 och Scopula virgulata subtilis Prout, 1935. Den Gotländska populationen förs till underarten S. v. rossica.